# RGS12
El regulador de la señalización de la proteína G 12 es una proteína que en humanos está codificada por el gen RGS12.
Este gen es un miembro de la familia de genes del "regulador de la señalización de proteína G" (RGS). La proteína codificada puede funcionar como una proteína que activa la guanosina trifosfatasa (GTPasa) y también como un represor transcripcional. Esta proteína puede desempeñar un papel en la tumorigénesis. Se han identificado múltiples varianes de transcripción que codifican distintas isoformas para este gen. Se han descrito otras variantes de corte y empalme alternativas pero no se ha determinado su naturaleza biológica.

## Interacciones
Se ha demostrado que RGS12 interactúa con GNAI1, GNAI3,  y el receptor opioide kappa.